# بیدار ځاځی
بیدار ځاځی (زازی) (زاده: ۱۳۳۵ ولسوالی جاجی، ولایت پکتیا) سیاست‌مدار افغانستانی و نماینده مردم کابل در دوره پانزدهم مجلس نمایندگان افغانستان است.

## زندگی‌نامه
بیدار ځاځی متولد ۱۳۳۵ از ولسوالی جاجی ولایت پکتیا افغانستان است. وی دارای مدرک تحصیلی لیسانس از دانشکده اقتصاد دانشگاه کابل است.

## دیگر فعالیت‌ها
- کار در وزارت آب و برق، بانک ملی افغانستان، پشتنی تجارت و بانک انکشاف/توسعه صادرات.[۱]